# Apache CXF
Apache CXF es un framework completo, de código abierto para servicios web. Se originó como combinación de dos proyectos de código abierto: Celtix desarrollado por IONA Technologies (adquirida por Progress Software en 2008) y XFire desarrollado por un equipo basado en Codehaus. Estos proyectos fueron combinados por personas que trabajaban juntas en Apache Software Foundation. El nombre CXF se deriva de la combinación de los nombres de proyecto "Celtix" y "XFire".
Entre los aspectos clave de diseño de CXF se cuentan:
- separación limpia entre los front-ends, tales como JAX-WS, y el código fuente nuclear.
- simplicidad, por ejemplo, de la creación de clientes y endpoints sin necesidad de anotaciones.
- alto rendimiento con un mínimo de overhead computacional.
- componente incrustable de servicios web: entre los ejemplos de incrustaciones se cuentan Spring Framework y Geronimo.

CXF frecuentemente se emplea en conjunto con Apache ServiceMix, Apache Camel y Apache ActiveMQ en proyectos de infraestructura con arquitecturas orientadas a servicios (SOA).
IONA Technologies distribuye una versión Enterprise comercial de Apache CXF bajo el nombre de FUSE Services Framework.

## Características
CXF incluye un conjunto amplio de características, pero se concentra principalmente en las siguientes áreas:
- Soporte de estándares en servicios web:
  - SOAP
  - WS-Addressing
  - WS-Policy
  - WS-ReliableMessaging
  - WS-SecureConversation
  - WS-Security
  - WS-SecurityPolicy
- JAX-WS API para el desarrollo de servicios web.
  -  Java
  -  WSDL
- JAX-RS (JSR 311 1.1) API para el desarrollo de servicios web del tipo RESTful.
- JavaScript modelo de programación para el desarrollo de servicios y clientes.
- Maven como herramienta.
- Soporte de CORBA
- Capas de transporte HTTP y JMS.
- Despliegue incrustado:
  - Apache ServiceMix u otros contenedores JBI.
  - Apache Geronimo u otros contenedores Java EE.
  - Tomcat u otros contenedores web.
  - OSGi
- Implementación de referencia para servicios remotos OSGi

## Soporte Comercial
Existe soporte empresarial para CXF por proveedores independientes, entre los que se incluyen: FuseSource, JBoss, Talend y Sosnoski Software Associates. Véase la página de soporte de CXF para obtener detalles referentes a las diversas opciones de soporte.